# Bertignat
Bertignat é uma comuna francesa na região administrativa de Auvérnia-Ródano-Alpes, no departamento Puy-de-Dôme. Estende-se por uma área de 24 km². Em 2010 a comuna tinha 468 habitantes (densidade: 19,5 hab./km²).